# Leonardo Brício
Leonardo Silva Brício (Rio de Janeiro, 7 de julho de 1963) é um ator e diretor teatral brasileiro.

## Carreira
Fez sua primeira peça teatral em 1984, na escola Teatro Tablado (onde estudou), sob a direção de Maria Clara Machado.
Começou em televisão na extinta Rede Manchete, tendo passado pela Rede Globo, SBT e Rede Record, onde permaneceu até 2012. Em 2006 participou do elenco da telenovela Cidadão Brasileiro, da Rede Record, no papel de um ex-presidiário que se apaixona pela esposa do seu irmão. Logo após o final de Cidadão Brasileiro, foi convidado pela autora Ana Maria Moretzsohn para participar em sua nova telenovela, Luz do Sol, na Rede Record.
Como diretor teatral, Leonardo estreou em O Ateneu, em 2002, que dirigiu com Gaspar Filho.
Depois, dirigiu junto com Junior Sampaio, a peça Deus Danado (2003/2004), texto de João Denys. Seu primeiro trabalho solo como diretor foi José, e agora? (2004), monólogo de Cadu Fávero.
Em 2012, foi o protagonista Davi na minissérie Rei Davi.
Em 2018, foi o delegado Jair no filme Berenice Procura.

## Filmografia

### Televisão
| Ano     | Título                      | Personagem                            | Notas                                                             |
| ------- | --------------------------- | ------------------------------------- | ----------------------------------------------------------------- |
| 1989    | Tieta                       | Amintas (jovem)                       | Episódio: "14 de agosto"                                          |
| 1990    | Na Rede de Intrigas         | Antônio dos Santos (Tonho)            |                                                                   |
| 1991    | O Guarani                   | Peri Acatauassú                       |                                                                   |
| 1991    | Filhos do Sol               | Júlio Camargo de Andrade              |                                                                   |
| 1993    | Renascer                    | Deocleciano Barbosa (jovem)           | Episódios: "8–10 de março"                                        |
| 1994    | Éramos Seis                 | Júlio Abílio de Lemos Filho (Julinho) |                                                                   |
| 1996    | O Rei do Gado               | Enrico Mezenga                        | Episódios: "17–25 de junho"                                       |
| 1997    | A Justiceira                | Adalberto de Moraes (Beto)            |                                                                   |
| 1997    | Anjo Mau                    | Ricardo Arantes Medeiros              |                                                                   |
| 1998    | Meu Bem Querer              | Juliano Mourão Ferreira de Souza      |                                                                   |
| 1999    | Você Decide                 | Leandro                               | Episódio: "Trio em Lá Menor"                                      |
| 1999    | Você Decide                 | Gustavo                               | Episódio: "Uma Mina de Ouro"                                      |
| 2000    | A Muralha                   | Tiago Olinto                          |                                                                   |
| 2001    | Porto dos Milagres          | Alexandre Guerrero                    |                                                                   |
| 2004    | Da Cor do Pecado            | Ulisses Sardinha                      |                                                                   |
| 2005    | Sob Nova Direção            | Sebastian Perez                       | Episódios: "Meu Ex-Marido de Batom" e "A Um Passo da Maternidade" |
| 2006    | Cidadão Brasileiro          | Celso Silva Castanho                  |                                                                   |
| 2007    | Luz do Sol                  | Agenor Souza                          |                                                                   |
| 2008    | Chamas da Vida              | Pedro Galvão Ferreira                 |                                                                   |
| 2012    | Rei Davi                    | Davi                                  |                                                                   |
| 2017    | De Sonhos e Segredos        | Cláudio / João Pedro                  |                                                                   |
| 2018    | O Mecanismo                 | Milton Gomes                          | Episódio: "Halawi"                                                |
| 2020-25 | Arcanjo Renegado            | Gabriel                               |                                                                   |
| 2024    | O Jogo que Mudou a História | Gabriel                               |                                                                   |

### Cinema
| Ano  | Título                 | Personagem    |
| ---- | ---------------------- | ------------- |
| 1989 | O Armário              | Homem         |
| 1990 | Uma Escola Atrapalhada | Vinagre       |
| 2011 | As Doze Estrelas       | Herculano     |
| 2018 | Berenice Procura       | Delegado Jair |

## Teatro

### Como ator
| Ano  | Título                                |
| ---- | ------------------------------------- |
| 1984 | O Dragão Verde                        |
| 1986 | O Boi e o Burro no Caminho de Belém   |
| 1987 | Tribobó City                          |
| 1989 | A Menina e o Vento                    |
| 1990 | O Casamento Branco                    |
| 1992 | Romeu e Julieta                       |
| 1993 | O Diamante do Grão Mogol              |
| 1993 | O Ateneu                              |
| 1994 | 1789 - A Revolução Francesa           |
| 1995 | Péricles, Príncipe de Tiro            |
| 2000 | A Rosa Tatuada                        |
| 2001 | Últimas Luas                          |
| 2003 | O Castiçal                            |
| 2003 | Deus Danado                           |
| 2004 | O Alfaiate do Rei                     |
| 2005 | Camila Baker - A Saga Continua        |
| 2006 | Antônio e Cleópatra - Um Amor Imortal |
| 2007 | Abelardo e Berilo                     |

### Como diretor
| Ano  | Título                |
| ---- | --------------------- |
| 2002 | O Ateneu              |
| 2003 | Deus Danado           |
| 2005 | José, e agora?        |
| 2006 | Romeu & Julieta       |
| 2007 | O Auto da Compadecida |

## Prêmios e indicações
| Ano  | Prêmio                                     | Categoria                                | Nomeações          | Resultado |
| ---- | ------------------------------------------ | ---------------------------------------- | ------------------ | --------- |
| 1989 | Prêmio Mambembe                            | Melhor Ator Coadjuvante em Peça Infantil | A Menina e o Vento | Indicado  |
| 1996 | Prêmio Melhores da Revista da TV - O Globo | Melhor Revelação Masculina               | O Rei do Gado      | Venceu    |
| 2012 | Prêmio Master de Qualidade                 | Melhor Ator                              | Rei Davi           | Venceu    |
| 2013 | Prêmio Contigo! de TV                      | Melhor Ator de Série ou Minissérie       | Rei Davi           | Indicado  |